# Регинтруда
Регинтруда (на немски: Regintrud, Reginlind, * 660/665, † 730/740) е херцогиня на Бавария като съпруга на херцог Теудеберт.

## Живот
Тя е от род Хугобертини от Австразия, дъщеря на сенешал и пфалцграф Хугоберт и Ирмина от Еран. Сестра е на Плектруда, омъжена за Пипин Средни и на игуменката Адела.
Регинтруда се омъжва за Теудеберт (* 685, † 716), херцог на Бавария 608 – 717/718 г. от род Агилолфинги. Те имат две деца:
- Гунтруд, съпруга на лангобардския крал Лиутпранд.
- Хугберт, херцог на Бавария (724 – 736)

След смъртта на нейния съпруг тя става игуменка на бенедиктанския манастир Нонберг при Залцбург.
Една друга Регинтруда е дъщеря на крал Дагоберт I.